# Killer Barbys
Killer Barbys è un film del 1996 diretto da Jesús Franco (come Jess Franco).
La versione originale è in lingua inglese, ma con alcuni dialoghi in spagnolo.

## Trama
In una notte di luna piena un uomo fugge spaventato e ferito; ben presto viene raggiunto da un signore anziano, di nome Arkan, che lo sgozza. Assistiamo subito dopo all'esibizione in un locale di un gruppo rock, i Killer Barbies. Finita la serata, i cinque componenti (tre uomini e due donne) decidono di partire per una nuova località in cui dovranno esibirsi, ma si perdono e finiscono impantanati nei pressi di un castello. Qui incontrano Arkan, il segretario della misteriosa Contessa von Fledermaus che vive nel castello, il quale li invita a passare lì la notte. Tre di loro accettano, ma un ragazzo e una ragazza rimangono nel furgone con l'idea di copulare tutta la notte. Ben presto però si dovranno rendere conto che quello che sembra un fedele segretario e un onest'uomo nasconde molti segreti, il più importante dei quali è che ha bisogno di sangue umano da dare alla Contessa per mantenerla eternamente giovane.

## Edizioni in DVD
Il film è uscito in DVD negli Stati Uniti (Shriek Show - 2001), Gran Bretagna (con il titolo Vampire Killer Barbys), Spagna (Vellavision - 2002) e Italia (Mosaico - uscito in edicola nel 2007).
L'edizione italiana include la traccia originale bilingue e un doppiaggio italiano, alquanto libero, effettuato per l'occasione.
L'edizione spagnola è l'unica a includere il doppiaggio spagnolo completo.